# Claude Monet
Oscar-Claude Monet (Parijs, 14 november 1840 – Giverny, 5 december 1926) was een Frans impressionistisch kunstschilder. Hij geldt als een van de meest invloedrijke schilders van zijn tijd. Zijn losse penseelstreken en aandacht voor natuurlijke veranderingen leidden tot een schilderstijl die het gevoel van een scène belangrijker maakte dan haar exacte vorm. Met zijn werk Impression, soleil levant (1872) legde hij de grondtoon van het impressionisme.
Monet groeide op in Le Havre en ontwikkelde al vroeg een talent voor tekenen. Rond zijn twintigste vertrok hij naar Parijs, waar hij studeerde aan verschillende ateliers en zich aansloot bij een groep jonge kunstenaars die zich verzette tegen de traditionele academische schilderkunst. Monet werkte op uiteenlopende locaties in Frankrijk en verbleef enkele jaren in Londen. De landschapschilder Eugène Boudin inspireerde Monet om in de buitenlucht (en plein air) te schilderen. Zijn laatste en misschien wel bekendste werkperiode bracht hij door in Giverny, waar hij zijn tuin — met zijn beroemd geworden Waterlelies (Nymphéas) — gebruikte als voornaamste inspiratiebron.
Zijn benadering inspireerde niet alleen tijdgenoten, maar ook latere generaties kunstenaars, onder wie de fauvisten en abstract-expressionisten. Door het belang van directe waarneming en persoonlijke indruk te benadrukken, brak Monet met vaste regels van perspectief en compositie. Zijn oeuvre markeerde een keerpunt in de schilderkunst, dat de weg vrijmaakte voor vernieuwing en experiment.

## Levensloop
Monet verhuisde toen hij ongeveer vijf jaar oud was met zijn familie naar Le Havre. Hij vervulde in 1861-1862 zijn militaire dienstplicht in Algerije, wat zijn latere keus om vooral landschappen te schilderen beïnvloed kan hebben.
Monet begon met schilderen bij Charles Gleyre in Parijs. In 1867 woonde hij met Renoir bij Frédéric Bazille. In de jaren daarna deelde hij een atelier in Parijs met Bazille. Vanaf waarschijnlijk 1865 had Monet een relatie met Camille Doncieux. In 1867 werd hun eerste zoon, Jean, geboren in Parijs. Het paar trouwde in de zomer van 1870. Hun huwelijksreis brachten ze door in Trouville, maar vanwege de oorlog tussen Frankrijk en Pruisen vluchtten ze naar Londen. Via Nederland, waar ze vier maanden in Zaandam doorbrachten, en een kort verblijf in Amsterdam, kwamen ze terug naar Frankrijk, om zich in 1871 te vestigen in Argenteuil. Deze plaats was gemakkelijk bereikbaar vanuit het Parijse station Saint-Lazare, dat Monet in diverse schilderijen heeft vastgelegd. In deze periode werd Monet kortstondig welvarend, omdat zijn schilderijen goed verkochten.
Hij was bevriend met Frédéric Bazille, Pierre-Auguste Renoir, Alfred Sisley, Edgar Degas, Paul Cézanne, Édouard Manet en Julien Schaeverbeke.
In 1878 werd de tweede zoon geboren, Michel, kort voordat de familie Monet naar Vétheuil verhuisde. In 1879 overleed Camille. Inmiddels leefde Monet ook samen met Alice Hoschedé en haar echtgenoot Ernest. Omdat deze verhouding ongebruikelijk was in die tijd, leidde dit tot veel geruchten en tot verwijdering van zijn collega-schilders. In 1883 verhuisde dit huishouden met hun acht kinderen naar Giverny. In 1891 overleed Ernest, waarna Monet en Alice trouwden. Vanaf dat moment ontstond een welvarend huishouden. In 1911 overleed Alice, gevolgd in 1914 door Monets oudste zoon Jean. Jean was getrouwd met de tweede dochter van Alice, Blanche. Blanche zorgde als weduwe voor de ouder wordende schilder, die grijze staar begon te ontwikkelen, waardoor Monet een rode waas ging zien.
Het is mogelijk dat Monet na een operatie aan zijn grijze staar sommige ultraviolette lichtgolven kon zien die normaal gesproken worden tegengehouden door de ooglens.
In 1926 overleed Monet op 86-jarige leeftijd aan longkanker en liet zijn bezittingen na aan zijn zoon, Michel.
Het huis, de tuin en de waterlelievijver die Michel van Claude Monet had geërfd werden in 1966 door Monets zoon geschonken aan de Académie des beaux-arts.
In 1980 werden het huis en de tuin voor het publiek geopend.

## Werken
Na eerst vooral karikatuurtekeningen gemaakt te hebben, begon Monet op 24-jarige leeftijd met het schilderen van landschappen in de buitenlucht, op aanraden van de Normandische schilder Eugène Boudin. Monet schilderde vooral de landschappen uit de omgeving waar hij woonde. In Argenteuil het beroemde veld met klaprozen, en in Giverny scènes uit de beroemde tuin van Monet, die later een toeristische trekpleister is geworden. Als Monet buiten schilderde, probeerde hij in zijn werk 'het moment' te vangen. Dit is goed te zien in de serie Kathedraal van Rouen (Monet), waarin hij tientallen keren dezelfde kerk schilderde, maar steeds met ander weer en op een ander moment van de dag. Hierdoor ontstaan schilderijen met verschillende kleuren en vormen. Monet werkte dikwijls tegelijkertijd aan meerdere schilderijen uit een serie, omdat het licht van de dag steeds veranderde.
Camille of De vrouw in de groene jurk uit 1866 was het enige schilderij waarmee Monet op de Salon succes oogstte. Sindsdien werd het werk van Monet meerdere malen geweigerd door de jury van de salon en exposeerde hij zijn werk op de Salon des Refusés met andere kunstenaars die werden afgewezen, zoals Paul Cézanne, Camille Pissarro, Armand Guillaumin, Johan Jongkind, Henri Fantin-Latour, James Whistler, en Édouard Manet, wie de beroemde schilderij “Le Déjeuner sur l'herbe,” had tentoongesteld, deze werd gezien als  schandalige belediging voor de smaak In 1874 exposeerde hij werk op de Eerste tentoonstelling van de impressionisten.

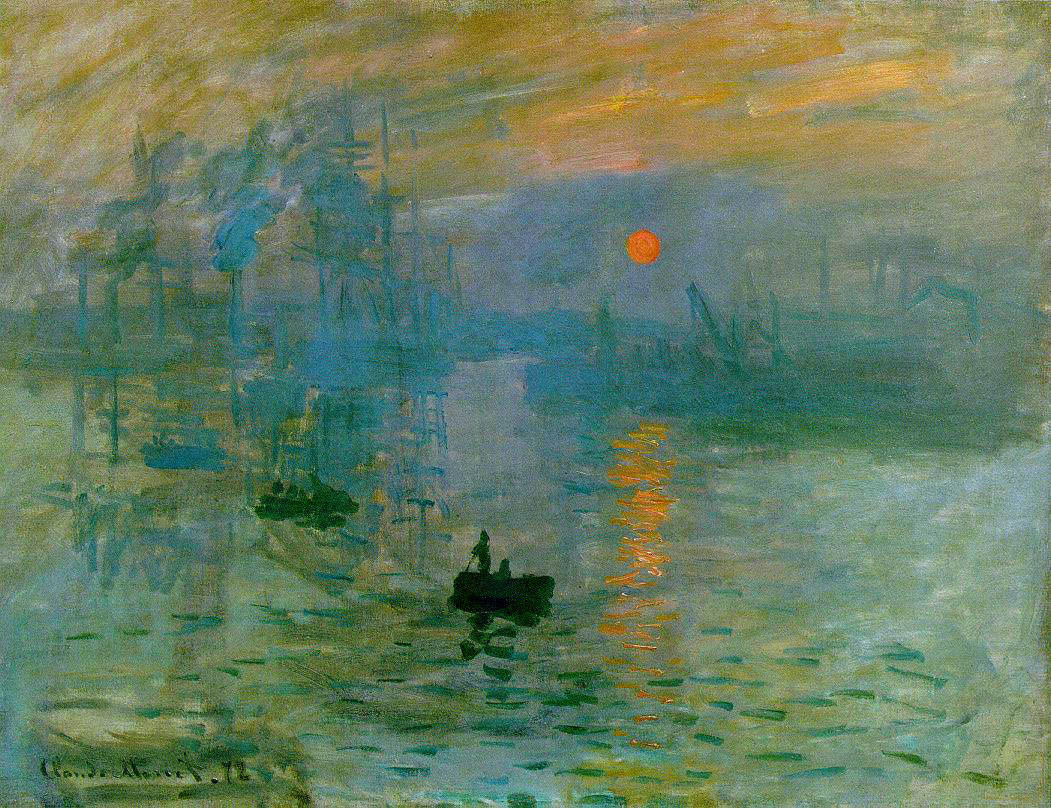
Impression, Soleil levant, 1872, Musée Marmottan Monet, Parijs

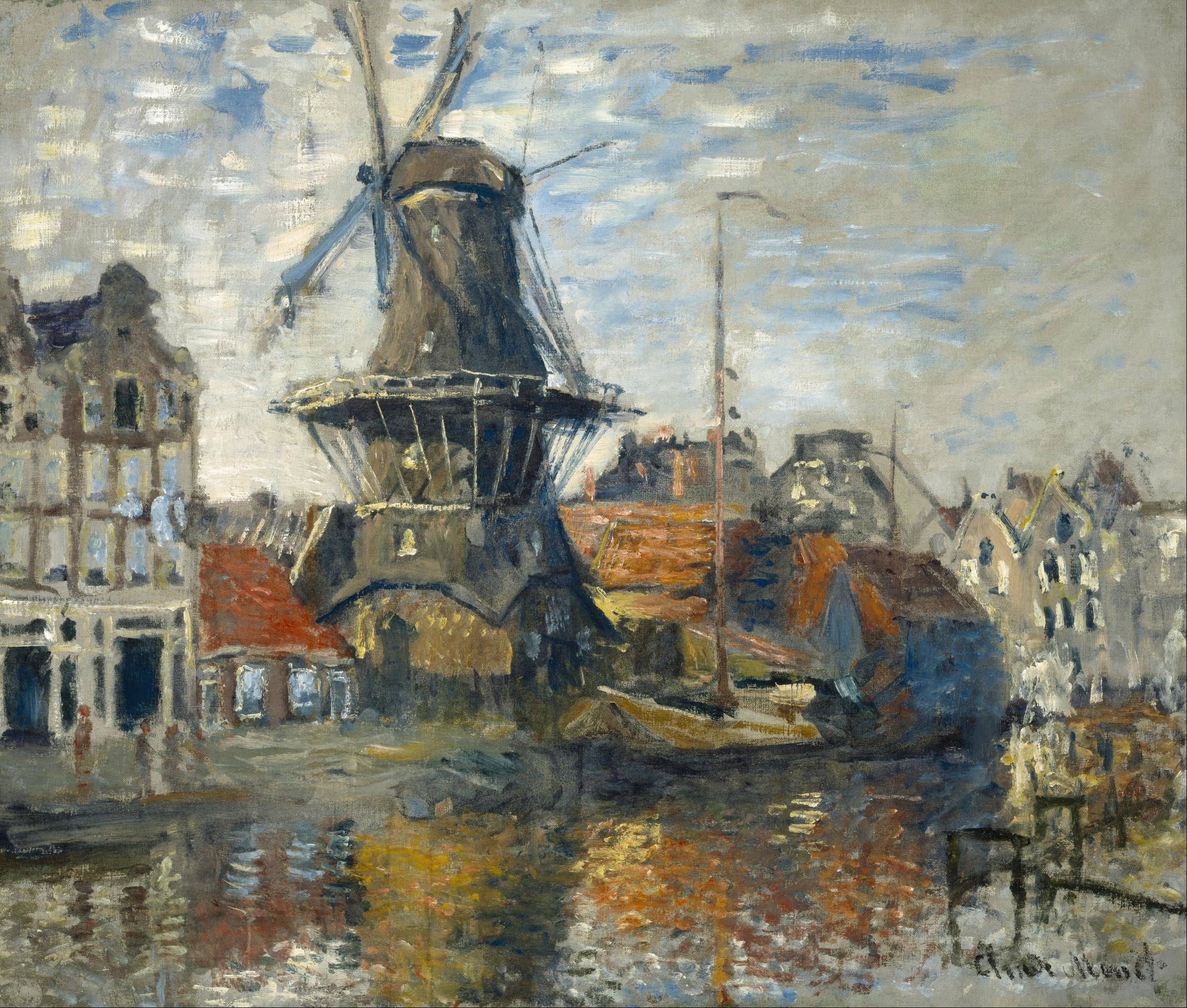
Molen op de Onbekende Gracht, Amsterdam, 1874, Museum of Fine Arts, Houston

Het schilderij Impression, Soleil levant uit 1872 werd aanvankelijk geridiculiseerd door de kunstkritiek en door het publiek, en gaf aanleiding tot het begrip 'impressionisme'. Kunstcriticus Louis Leroy scheef: Indruk – ik was er zeker van. Ik zei net tegen mezelf, omdat ik onder de indruk was, dat het een soort indruk moest geven… Dit werk werd tentoongesteld in de op last van Napoleon III geopende Salon des Refusés, waar toen ook andere  werken hingen die geweigerd waren voor de toonaangevende Salon de Paris. Het publiek kwam in grotere aantallen naar deze salon van de 'geweigerden' dan naar de officiële salon, al was het maar om de spot te drijven met deze nieuwlichters, maar uiteindelijk zouden de geweigerden algemene erkenning krijgen.
Het is vrijwel onmogelijk om uit het enorme oeuvre van Monet een keuze te maken. Hij was zeer gefascineerd door de Japanse houten brug in zijn tuin, die hij meerdere malen geschilderd heeft (hieronder een versie uit 1899). De verschillende dieptelagen in het schilderij, bestaande uit de brug, de waterlelies, de bomen achter de brug, de weerspiegeling van die bomen en de brug in het water, met soms ook nog de weerspiegeling van de wolken, laat zien wat een meester Monet was in het weergeven op doek van wat hij zag. Hiermee is Monet geslaagd in wat de impressionisten wilden doen: vastleggen van het visuele aspect van de alledaagse werkelijkheid, zonder gepsychologiseer of verwijzing naar de klassieke oudheid of andere historische thema's.

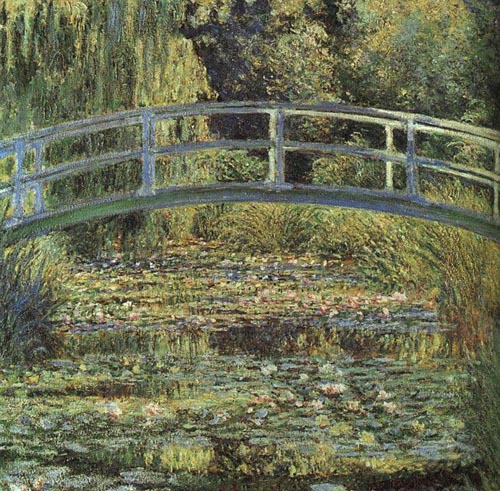
Bassin aux nymphéas, 1899, National Gallery, Londen

Monet heeft ook veel geschilderd buiten Frankrijk. In Nederland heeft hij vooral in de Zaanstreek meerdere werken gemaakt, met als onderwerp o.a. molens en typisch Zaanse huizen. Bekend is ook zijn schilderij van molen De Vlinder bij Rijnsburg (1886), dat in het Musée d’Orsay in Parijs hangt. Evenals Bloemenvelden bij Leiden met molen De Hoop Doet Leven (1886), dat deel uitmaakt van de collectie van het Stedelijk Museum Amsterdam. Ook in Amsterdam heeft hij schilderijen gemaakt, bijvoorbeeld De Montelbaanstoren, Amsterdam (circa 1874). Enkele van deze werken worden tentoongesteld in het Van Gogh Museum.
Monet is in Nederland bekend geworden door de werken die hij tijdens zijn verblijven in Zaandam (1871), Amsterdam (1874), Den Haag en de Bollenstreek (beiden in 1886) heeft geschilderd.
In 1908 verbleef Monet kort in Venetië; het Dogepaleis in Venetië is een van de 36 schilderijen die hij er schilderde.

## Thema's en stijl
De werken van Monet behoren tot het impressionisme. Monet probeerde vooral een weergave van een bepaald moment te maken. Hij schilderde landschappen, onder andere in Normandië. Ook het treinstation was een geliefd onderwerp. Hij schilderde het station van Saint-Lazare meerdere keren.
Vanaf de jaren 1880 begon hij met het maken van series van schilderijen van hetzelfde onderwerp onder verschillende licht- en weersomstandigheden. Voorbeelden van dergelijke series zijn die van hooibergen en de kathedraal van Rouen. Zijn beroemde serie met waterlelies maakt Claude Monet op het eind van zijn leven toen zijn zicht slechter werd. Zijn werken worden hierdoor abstracter en minder gedetailleerd.
Monet kan als grondlegger en trouwste vertegenwoordiger van het impressionisme beschouwd worden.

## Werk in openbare collecties (selectie)
- La Boverie, Luik
- Rijksmuseum Amsterdam[9]
- Van Gogh Museum, Amsterdam

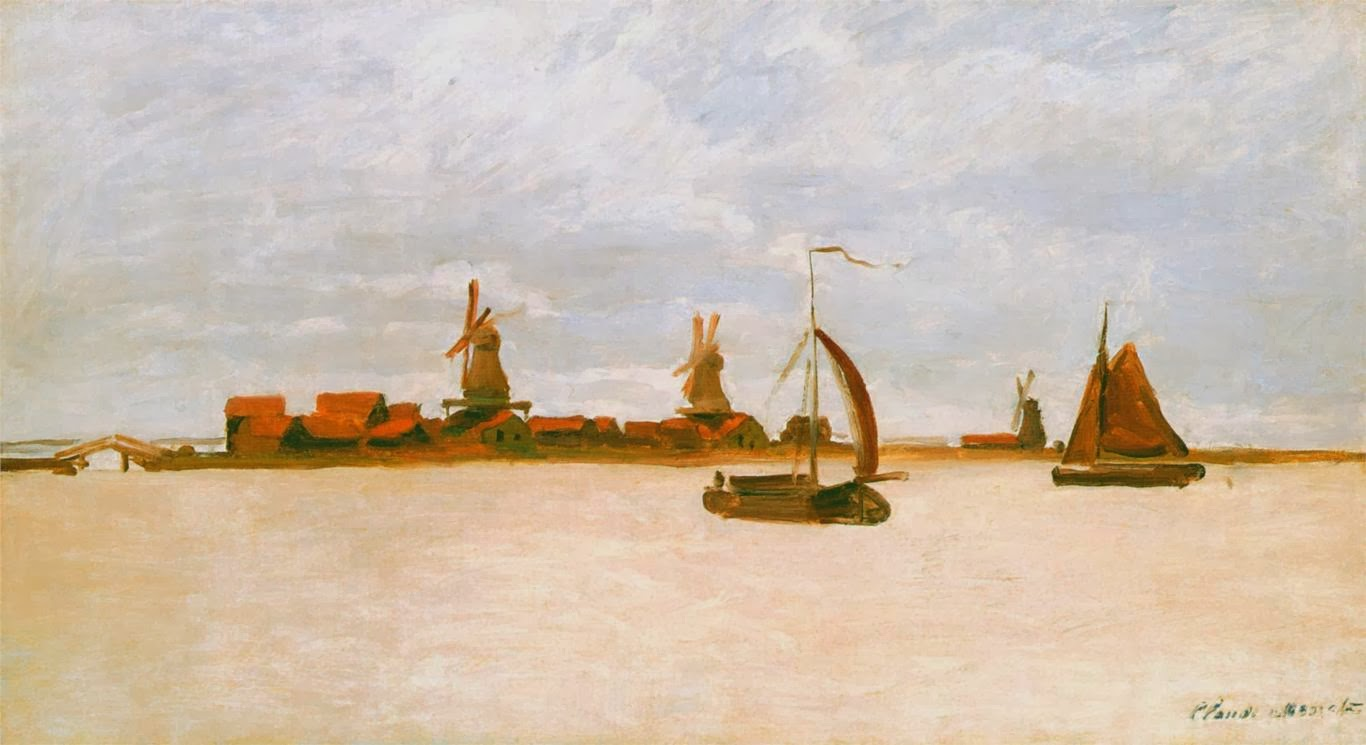
De Voorzaan en de Westerhem, 1871, Zaans Museum, Zaandam

- Museum Boijmans Van Beuningen, Rotterdam[10]
- Zaans Museum, Zaandam
- Kunstmuseum Den Haag[11]
- Kröller-Müller Museum, Otterlo
- Rijksmuseum Twenthe, Enschede
- Museum voor Schone Kunsten, Rijsel
- Musée d'Orsay, Parijs
- Musée Marmottan Monet, Parijs
- Musée de l'Orangerie, Parijs
- Hermitage, Sint-Petersburg
- National Gallery, Londen
- Poesjkinmuseum, Moskou
- Metropolitan Museum of Art, New York
- Museum of Fine Arts, Boston
- Museum of Fine Arts, Houston
- National Gallery of Art, Washington D.C.
- Fine Arts Museums of San Francisco